# Eudistoma eboreum
Eudistoma eboreum är en sjöpungsart som beskrevs av Kott 1990. Eudistoma eboreum ingår i släktet Eudistoma och familjen Polycitoridae. Inga underarter finns listade i Catalogue of Life.